# Carbonate d'ammonium
Le carbonate d'ammonium est un composé chimique de formule (NH4)2CO3. C'est un sel d'ammonium NH4+ et de carbonate CO32−. Il se présente sous forme de cristaux cubiques incolores solubles dans l'eau et qui se décomposent entièrement à 58 °C en ammoniac NH3, en eau H2O et en dioxyde de carbone CO2.
Il a longtemps été utilisé pour ranimer les personnes évanouies — d'où l'expression ancienne faire respirer des sels — et a été le prédécesseur du bicarbonate de sodium NaHCO3 et de la levure chimique (composée essentiellement de bicarbonate de sodium et d'acide tartrique HOOC-CHOH-CHOH-COOH) en tant qu'agent de levaison.
On le prépare, en solution aqueuse, par réaction du dioxyde de carbone CO2 avec l'ammoniac NH3 :
2 NH3 + H2O + CO2 → (NH4)2CO3.
On peut également l'obtenir en chauffant du carbonate de calcium CaCO3 avec du sulfate d'ammonium (NH4)2SO4, le carbonate d'ammonium se sublimant en laissant un résidu solide de sulfate de calcium CaSO4 :
CaCO3 + (NH4)2SO4 → (NH4)2CO3 + CaSO4
L'ion ammonium étant acide, en solution aqueuse, il réagit avec les ions carbonate ou hydroxyde et dissout le carbonate de calcium ou l'hydroxyde de calcium Ca(OH)2. C'est un agent agressif pour le béton dont il dissout la pâte de ciment durcie.

## Utilisations
Il est utilisé dans l'agroalimentaire, y compris pour les produits biologiques, comme poudre à lever, sous le nom de E503i.